# 多耙雙線鰈
多耙雙線鰈為輻鰭魚綱鰈形目鰈亞目牙鮃科的其中一種，為温帶海水魚，分布於北太平洋區，從千島群島至美國華盛頓州海域，棲息深度0-700公尺，體長可達69公分，棲息在沙石底質底層水域，生活習性不明。